# Shingo
Der Shingo ist ein etwa 145 km langer linker Nebenfluss des Indus im pakistanischen Sonderterritorium Gilgit-Baltistan und im indischen Unionsterritorium Ladakh.

## Verlauf
Der Shingo entspringt im pakistanischen Teil des Himalaya östlich des Burzil-Passes auf einer Höhe von 3060 m. Er strömt in östlicher Richtung durch das Gebirge. Eine Straße folgt dem Flusslauf. Der Shigar mündet linksseitig in den Fluss. Anschließend fließt der Shingo ein Stück innerhalb dem von Indien kontrollierten Ladakh. Dabei nimmt er den Dras und den Suru von rechts auf. Die letzten Kilometer verläuft der Shingo erneut im von Pakistan kontrollierten Gilgit-Baltistan.